# عمر فاروق العاني
 عمر فاروق العاني وهو أحد أعيان  العراق وتحديدا منطقة العامرية في محافظة بغداد، شغل عدة مناصب دينية وحكومية، من ضمنها، رئيس المجلس البلدي لمنطقة العامرية في بغداد، اغتيل على ايدي مسلحين، بسبب ترشحه لمنصب عضو مجلس محافظة بغداد في عام 2009

## المولد والنشاة
ولد  عمر فاروق العاني عام 1966 في بغداد جانب الكرخ، متزوج ولديه أربع أولاد وبنتان، خريج إعدادية الدراسات الإسلامية، نشأ في كنف ورعاية عائلة إسلامية ملتزمة ومنها نسب اليه ما عرف عنه من التضحية والشجاعة والفداء، أدخله والده في سن التاسعة في دورات تحفيظ القرآن الكريم في جامع ابن بنية في الكرخ، (علاوي الحلة)، ومن ثم في مدرسة التربية الإسلامية في المنصور في عهد الداعية المصري الشيخ محمود غريب إمام وخطيب جامع ابن بنية في وقته ليتعلم القرآن الكريم ثم تحمل مسؤولية الدعوة إلى الله ونشر الإسلام فشارك في دورات تحفيظ للقرآن الكريم للأطفال والشباب في جامع إبراهيم الراوي (جامع العباس حالياً) في العامرية في الثمانينات، وظل يشترك في هذه الدورات إلى ان تم اغتياله.
كان موظفاً في وزارة الصناعة، وشغل منصب رئيس المجلس المحلي في العامرية وكان حريصاً على حيوية المجلس برغم كثرة المنافسين عليه وكثرة التهديدات التي وصلته حتى انه تعرض لمحاولة اغتيال بواسطة عبوة لاصقة وضعت في سيارته قبل حادث اغتياله الأخير بثلاثة أشهر، لكنها تعطلت ولم تنفجر، كرّس جهوده في عامه الأخير على خدمة المهجرين والأرامل والأيتام.

كان من المرشحين إلى مجلس محافظة بغداد عن قائمة جبهة التوافق، حيث وصفت جبهة التوافق العراقية سببها لترشيحه بأنه ماهر في إدارة الأعمال وتمتعه بشعبية واسعة بين الناس، وقد شهد له القاصي والداني بصلاحه وخيريته وكان أعضاء جبهة التوافق يتأملون به خيراً في ترشيحه إلى مجلس محافظة بغداد، وبرغم اغتياله قبل أيام من عملية الانتخاب الاّ أنه حصل على تصويت الأغلبية في المنطقة يوم الانتخابات، ونقل عن بعض الناخبين قولهم:(وفاءً للشهيد سوف نصوت له ولمَن يحب).

ملصق انتخابي معلق على أحد الجدران في منطقة العامرية، ويظهر عليه التمزيق والتخريب

لافتة قماشية معلقة على أحد الجدران في منطقة العامرية، وتبين رقم المرشح واسمه

وفي يوم اغتياله: كان بصحبة طارق الهاشمي حيث دعي إلى جولة في بغداد ومستشفى الطفل في منطقة الإسكان في بغداد، وعاد من هذهِ الجولة عند صلاة المغرب، وفي البيت ـ كما روت ابنته ميمونة ذات العشر سنوات إلى وسائل الاعلام ـ كفكف ملابسه مستعداً ليتوضأ، وفي هذه اللحظات سمع صوت طرق الباب فخرج فإذا بزمرة مسلحة إطلقت خمس إطلاقات عليه في باب داره الخارجي فأصابته اثنان منها، فسار حتى باب بيته الداخلي فسقط ارضاً والدم ينزف من فمه وأنفه، ولم يكن في البيت حينها الاّ اطفاله الذين وقفوا مبهوتين لا يعرفون ما يفعلون وهم يرون اباهم ينزف دماً، ليشيع إلى مقبرة الشهداء في الأعظمية، وروت إحدى المعزيات بأنها رأته في منامها في ليلة وفاته وهو يسير في طريق فقالت له: إلى أين يا أبا عبد الله؟ فقال: أنا ذاهب لأصلي مع النبي.